# ソフィア・トロ
ソフィア・トロ・プリエト＝プガ（Sofía Toro Prieto-Puga, 1990年8月19日 - ）は、スペイン・ガリシア州ア・コルーニャ県ア・コルーニャ出身の女子セーリング競技選手。

## 経歴
2012年ロンドンオリンピックのセーリング競技ではタマラ・エチェゴジェンやアンヘラ・プマリエガとともにエリオット6m級に出場し、金メダルを獲得した。
2013年に韓国の釜山で開催されたセーリング世界選手権では、マッチレースで金メダルを獲得した。